# آبدزدک شرقی
آبدزدک شرقی (نام علمی: Gryllotalpa orientalis) نام یک گونه از سرده آبدزدک‌ها از خانواده آبدزدکان است.